# Далека обала
Далека обала је била југословенска и хрватска рок група из Сплита. Основан је 1985. године и деловали су до 2000. године. Издали су 6 студијских албума.

## Историја
Ову сплитску групу су 1985. године основали Маријан Бан и Борис Хрепић. У наредних неколико година постава се мења, а 1988. придружују им се Јадран Вушковић и Зоран Укић. Први концерт нове поставе одржан је у биоскопу Голден Гејт у Диоклецијановој палати у Гету, 27. новембра 1988. године. Овај наступ изазвао је велико интересовање и популарност групе због специфичности музике. Следеће године, када су већ одржали преко 50 концерата у Сплиту и околини, снимили су демо снимке за независну издавачку кућу Lvxor на аудио касети.
1990. године наступају на фестивалу у Суботици са песмом „Таласи“, а исте године снимају и први албум Далека обала у издању загребачке куће Сузи у продукцији Драгана Лукића Лукија. Након тога, 1992. године издају други албум Луди морнари долазе у град, на којем раде од краја 1990. године, који је такође продуцирао Луки. Након тога су објавили још неколико албума, а последњи се звао 1999-2000 и изашао 1999. године. На њој Маријан Бан, главни вокал, пева само неколико песама, а остале пева Јадран Вушковић, осим песме "Курве" коју пева Нено Белан. Нено Белан је певао пратеће вокале на свим албумима, а на албуму Мрље је био и клавијатуриста и продуцент. Дино Дворник је такође био велики пријатељ бенда. Продуцирао је њихов албум Ди си ти, а певао је пратеће вокале на албуму Мрље.
Након тога, 2001. године група се распала. Нису раскинули у медијској збрци или свађи у јавности, једноставно више нису могли заједно. Зоран Укић је то, са одређеним временским закашњењем, потврдио у интервјуу поводом изласка албума The Ultimate Collection у издању Кроација рекордса. Маријан Бан, Јадран Вушковић и Бого Шоић-Мириловић основали су групу Маријан Бан и други, али су се убрзо разишли, а Маријан Бан је наставио као солиста. Зоран Укић и Борис Хрепић основали су групу The Obala.

## Поновно окупљање
Први пут после 18 година (2019) омиљена сплитска четворка села је за исти сто у сплитском кафићу „Треће полувреме” и оставила по страни све оно што их је раздвајало пре скоро две деценије.
Било је то, прича нам Хрепа, пријатно ћаскање старих пријатеља лишено икаквих прича о будућим плановима. За истим столом, први пут од распада 2001. године, нашли су се из још једног важног разлога - поводом двадесетогодишњице њиховог последњег студијског албума 1999-2000.
Дана 25. октобра 2019. године, поводом 20. годишњице албума 1999 - 2000, представили су ЛП издање под називом 999 и дупли ЛП албум "Сјећања (све најбоље уживо)" и четвороструку ЦД бокс сет који доноси досад необјављене песме настале 1999. године у гаражи у Блатинама где је Далека обала тада имала свој мали студио. Сачуване су аудио касете из времена припреме албума 1999 - 2000.
Након окупљања у новембру 2019, убрзо су одлучили да наставе са постојањем. Узели су новог вокала, а уз сагласност Маријана Бана, који је окачио микрофон о клин и заслужено се одморио од извођења музике. Нови певач и фронтмен Јакша Крилетић постао је необичан сплет околности. Бана и Хрепића познавао је од раније, а Укић га је упознао на премијери мјузикла Бамбина. Недуго затим из Далеке су отишли у студио у Дубрави да снимају Липе Дане, а пошто су одлучили да сниме Од тебе ћа и У регеу је спас, Хрепић је приметио да би саксофонска секција добро дошла и рекао да ће позвати Јакшу. Неко је приметио да су саксофонисти добри певачи. Продуцент Лео Анђелковић је предложио да Јакша покуша да отпева Од тебе ћа и одушевити публику и великом енергијом гурнуо бенд напред.

## Фестивали

### Омладина, Суботица
- Валови, '90

### Сплит
- Тонка, '90
- Sušac blues, '91
- Од мора до мора, трећа награда стручног жирија, '92
- Што те више гледам, то те више не дам, '95

### Мелодије хрватског Јадрана
- Brod blues, '93
- Морска вила, '94
- Зринка, '95
- Са' ми је жа, Бронзани галеб, трећа награда стручног жирија, '96
- Ди си ти, Златни галеб, прва награда стручног жирија, '97
- 80Е, Златни галеб, прва награда стручног жирија, '98
- Рузинави брод, Бронзани галеб, трећа награда публике, 2000

### Опатија
- Ово није моје вријеме, '93

### CMC festival,Водице
- Сретан случај, 2025